# Jean Collas
Jean Collas (3. juli 1874 i Paris - 30. december 1928) var en fransk rugbyspiller og tovtrækker som deltog i OL 1900 i Paris.
Collas blev olympisk mester i Rugby under OL 1900 i Paris. Han var med på det franske rugbyhold som vandt rugbyturneringen.
Han vandt også en sølvmedalje i tovtrækning under samme OL. Han var med på det franske hold som kom på en andenplads.